# Arkadi Nemirovski
Arkadi S. Nemirovski (Moscou, 14 de março de 1947) é um matemático israelense proveniente da Rússia, que trabalha com otimização.
Nemirovski estudou na Universidade Estatal de Moscou, onde obteve o diploma em 1970 e o título de Candidato de Ciências (doutorado) em 1973. Esteve depois em diversos institutos de pesquisa em Moscou.
Recebeu o Prêmio Fulkerson de 1982 e com Martin Grötschel o Prêmio George B. Dantzig de 1991. Recebeu com Michael Jeremy Todd o Prêmio Teoria John von Neumann de 2003. Foi palestrante plenário do Congresso Internacional de Matemáticos em Madrid (2006: Advances in convex optimization: conic programming). Em 2017 foi eleito membro da Academia Nacional de Engenharia dos Estados Unidos.

## Obras
- com Aharon Ben-Tal, Laurent El Ghaoui: Robust Optimization. Princeton University Press, 2009.
- com Ben-Tal: Lectures on modern convex optimization. Analysis, algorithms and engineering applications. SIAM/Mathematical Programming Society, 2001.